# Líneas de Media Distancia en la Comunidad de Madrid
Las líneas de Media Distancia en Madrid componen la red de trenes regionales Media Distancia de la Red Nacional de los Ferrocarriles Españoles que circulan en la comunidad autónoma de Madrid. Los servicios llegan hasta Extremadura, Andalucía, Castilla-La Mancha, Castilla y León, Aragón, País Vasco y Comunidad Valenciana. Son realizadas por Renfe Operadora.
Las líneas circulan tanto por vías convencionales como de alta velocidad.

## Estaciones de Media Distancia en la Comunidad de Madrid
| Estación          | Municipio         | Imagen | Servicio |
| ----------------- | ----------------- | ------ | -------- |
| Madrid-Atocha     | Madrid            |        |          |
| Madrid-Chamartín  | Madrid            |        |          |
| Villaverde Bajo   | Madrid            |        |          |
| Aranjuez          | Aranjuez          |        |          |
| Villalba          | Collado Villalba  |        |          |
| El Escorial       | El Escorial       |        |          |
| Leganés           | Leganés           |        |          |
| Fuenlabrada       | Fuenlabrada       |        |          |
| Alcalá de Henares | Alcalá de Henares |        |          |

## Líneas por vía convencional
| Número | Tipo de Servicio                  | Tipo de tren    | Trayecto                                       | Estaciones |
| ------ | --------------------------------- | --------------- | ---------------------------------------------- | --- |
| 13     | MD                                | 599             | Madrid - Ávila - Salamanca                     | Madrid-Chamartín · Villalba de Guadarrama · Ávila · Cardeñosa de Ávila · San Pedro del Arroyo · Crespos · Narros del Castillo · Peñaranda de Bracamonte · Villar de Gallimazo · Babilafuente · San Morales · Aldealengua · Salamanca |
| 16     | MD                                | 449             | Madrid - Ávila - Valladolid                    | Madrid-Chamartín · Collado Villalba · Ávila · Arévalo · Medina del Campo · Valladolid-Campo Grande |
| 48     | Regional SIN SERVICIO             | 592             | Madrid - Cuenca - Valencia                     | Madrid-Atocha Cercanías · Villaverde Bajo · Aranjuez · Ontígola · Ocaña · Noblejas · Villarrubia de Santiago · Santa Cruz de Zarza · Tarancón · Huelves · Paredes de Melo · Vellisca · Huete · Caracenilla · Castillejo-Romeral · Cuevas de Velasco · Villar de Saz · Chillarón · Cuenca · Cañada del Hoyo · Carboneras de Guadazaón · Arguisuelas · Yémeda-Cardenete · Villora · Camporrobles · Las Cuevas · Utiel · Requena · Buñol · Chiva · Cheste · Aldaya · Valencia-San Isidro · Valencia FSL-La Fe · Valencia Norte                                    |
| 51     | MD                                | 449             | Madrid - Ávila                                 | Madrid-Atocha Cercanías · Madrid-Chamartín · Villalba de Guadarrama · El Escorial · Zarzalejo · Robledo de Chavela · Santa María de la Alameda-PeguerinosEl Escorial · El Pimpollar · Las Navas del Marqués · Navalperal · Herradón - La Cañada · Guimorcondo · Ávila |
| 52     | Regional Exprés MD Intercity      | 592 594 598 599 | Madrid - Cáceres - Mérida - Badajoz            | Madrid-Atocha Cercanías · Leganés · Fuenlabrada · Illescas · Torrijos · Erustes · Montearagón · Talavera de la Reina · Oropesa de Toledo · Navalmoral · Casatejada · Monfragüe · Plasencia · Mirabel · Casas de Millán · Cañaveral · Cáceres · Arroyo-Malpartida · San Vicente de Alcántara · Valencia de Alcántara // Carmonita · Mérida · Aljucén · La Garrovilla · Torremayor · Montijo · Montijo-El Molino · Guadiana · Badajoz |
| 53     | Regional                          | 446/447/450     | Madrid - Segovia                               | Madrid-Atocha Cercanías · Madrid-Recoletos · Madrid-Nuevos Ministerios · Madrid-Chamartín · Villalba de Guadarrama · Cercedilla · Tablada · Gudillos · San Rafael· La Estación de El Espinar · Los Ángeles de San Rafael · Otero de Herreros· Ortigosa del Monte · Navas de Riofrío-La Losa · Segovia |
| 54     | TRD (Actualmente Media Distancia) | 599 598 594     | Madrid - Soria                                 | Madrid-Chamartín · Alcalá de Henares · Guadalajara · Jadraque · Sigüenza · Torralba · Coscurita · Almazán-Villa · Tardelcuende · Quintana Redonda · Soria |
| 55     | Regional Exprés                   | 470             | Madrid - Arcos de Jalón - Calatayud - Zaragoza | Madrid-Chamartín · Alcalá de Henares · Guadalajara · Yunquera de Henares · Humanes · Espinosa de Henares · Carrascosa de Henares · Jadraque · Matillas · Baides · Sigüenza · Torralba · Medinaceli · Arcos de Jalón · Santa María de Huerta · Monreal de Ariza · Ariza · Cetina · Alhama de Aragón · Bubierca · Ateca · Terrer · Calatayud · Embid de Jalón · Paracuellos/Saviñán · Saviñán-Mores-Purroy · Morata de Jalón · Ricla-La Almunia · Calatorao-Salillas de Jalón · Épila-Rueda de Jalón/Lumpiaque · Plasencia de Jalón · Grisén · Zaragoza-Delicias |
| 57     | MD                                | 449             | Madrid - Alcázar de San Juan - Albacete        | Madrid-Chamartín · Madrid-Atocha Cercanías · Aranjuez · Castillejo-Añover · Villasequilla · Tembleque · El Romeral · Villacañas · Quero · Alcázar de San Juan · Campo de Criptana · Socuéllamos · Villarrobledo · Minaya · La Roda · La Gineta · Albacete-Los Llanos |
| 58     | MD                                | 449             | Madrid - Alcázar de San Juan - Jaén            | Madrid-Chamartín · Madrid-Atocha Cercanías · Aranjuez · Castillejo-Añover · Villasequilla · Tembleque · El Romeral · Villacañas · Quero · Alcázar de San Juan · Cinco Casas · Manzanares · Valdepeñas · Santa Cruz de Mudela · Almuradiel · Vilches · Linares-Baeza · Mengíbar-Artichuela · Jaén |
| 60     | MD                                | 599             | Madrid - Ciudad Real - Mérida - Badajoz        | Madrid-Atocha Cercanías · Aranjuez · Villacañas · Alcázar de San Juan · Manzanares · Daimiel · Almagro · Ciudad Real · Puertollano · Brazatortas · Almadenejos · Guadalmez · Cabeza del Buey · Almorchón · Castuera · Campanario · Magacela · Villanueva de la Serena · Don Benito · Valdetorres · Guareña · Villagonzalo · Zarza de Alange · Don Álvaro · Mérida · Aljucén · Garrovilla · Torremayor · Montijo · Montijo-Apeadero · Guadiana · Badajoz |

## Líneas por vía de alta velocidad o mixtas
| Número | Tipo de Servicio | Tipo de tren | Trayecto                           | Estaciones                                                   | Observaciones                                                                                               |
| ------ | ---------------- | ------------ | ---------------------------------- | ------------------------------------------------------------ | --- |
| 85     | Avant            | 104          | Madrid - Ciudad Real - Puertollano | Madrid-Puerta de Atocha · Ciudad Real-Central · Puertollano  | Heredada de las Lanzaderas de Alta Velocidad que funcionan desde 1992 cuando se abrió la LAV Madrid-Sevilla |
| 86     | Avant            | 114          | Madrid - Segovia - Valladolid      | Madrid-Chamartín · Segovia-Guiomar · Valladolid-Campo Grande | Desde 2008                                                                                                  |
| 87     | Avant            | 104          | Madrid - Toledo                    | Madrid-Puerta de Atocha · Toledo                             | Desde 2005                                                                                                  |